# Valeria Vereau
Valeria Vereau (Lima, Perú, 1986) es una actriz y productora peruana.

## Biografía
De nacionalidad canadiense y española, nació en Lima (Perú) el 9 de diciembre de 1986.
Valeria comenzó sus estudios de interpretación a los 18 años en la escuela de teatro de Cristina Rota en Madrid. Durante esos años empezó su carrera apareciendo en varias campañas comerciales hasta que llegó su primer papel debutando en la gran pantalla en Volver de Pedro Almodóvar (2006). En 2007 colaboraría con Julio Medem en Caótica Ana.
A partir de entonces comienza a trabajar en televisión participando en series como Los Simuladores (Antena 3), Ángel o demonio (Telecinco), El Fútbol nos vuelve locos (en línea), Homicidios (Telecinco), El Don De Alba (Telecinco), entre otras.
En 2012 decide trasladar su residencia a Londres. En Inglaterra consigue su primer en el largometraje de la trilogía de David Hare Salting the Battlefield coprotagonizada por Bill Nighy y Judy Davis. En 2015 Valeria ha protagonizado la película de terror del director Miguel Ángel Vivas, Extinction junto con Matthew Fox, Jeffrey Donovan y Clara Lago, en una adaptación del libro Y pese a todo, el más vendido del escritor español Juan de Dios Garduño. En 2015 también ha protagonizado la primera temporada de una serie para la BBC One El Interceptor donde interpreta a Sonia.

## Filmografía

### Cine
| Películas            | Películas | Películas                           | Películas                   |
| Director             | Año       | Título                              | Rol                         |
| -------------------- | --------- | ----------------------------------- | --------------------------- |
| Pedro Almodóvar      | 2006      | Volver                              | Muchacha                    |
| Julio Medem          | 2007      | Caótica Ana                         | Indígena                    |
| Marcos Changa        | 2010      | Bidones (cortometraje)              | Sara                        |
| Anna Perris          | 2010      | Atasco (cortometraje)               | Mujer con los zapatos rojos |
| Álvaro Cea           | 2010      | Una moneda de cambio (cortometraje) | Ella misma                  |
| Enrico Poli          | 2013      | Closure (cortometraje)              | Anna                        |
| Phillip Berg         | 2014      | Voices (cortometraje)               | Lisa                        |
| David James Halloway | 2014      | Maestra (cortometraje)              | Sabrina                     |
| Louise Marie Cooke   | 2014      | Siren (cortometraje)                | Sirena                      |
| Miguel Àngel Vivas   | 2015      | Extinction                          | Emma                        |

### Televisión
| Series                     | Series | Series           | Series    |
| Título                     | Año    | Rol              | Cadena    |
| -------------------------- | ------ | ---------------- | --------- |
| Los Simuladores            | 2006   | Ella misma       | Cuatro    |
| Yo soy Bea                 | 2009   | Estela Tarragona | Telecinco |
| Ángel o demonio            | 2011   | Sarah Muelle     | Telecinco |
| El fútbol nos vuelve locos | 2011   | Paula            | Online    |
| Homicidios                 | 2011   | Rosa Márquez     | Telecinco |
| El don de Alba             | 2013   | Susana Blanco    | Telecinco |
| El interceptor             | 2015   | Sonia            | BBC One   |
| Rabia                      | 2015   | Mica             | Cuatro    |